# Lijst van personen overleden in 1942
Dit is een lijst van personen die zijn overleden in 1942.

## Januari

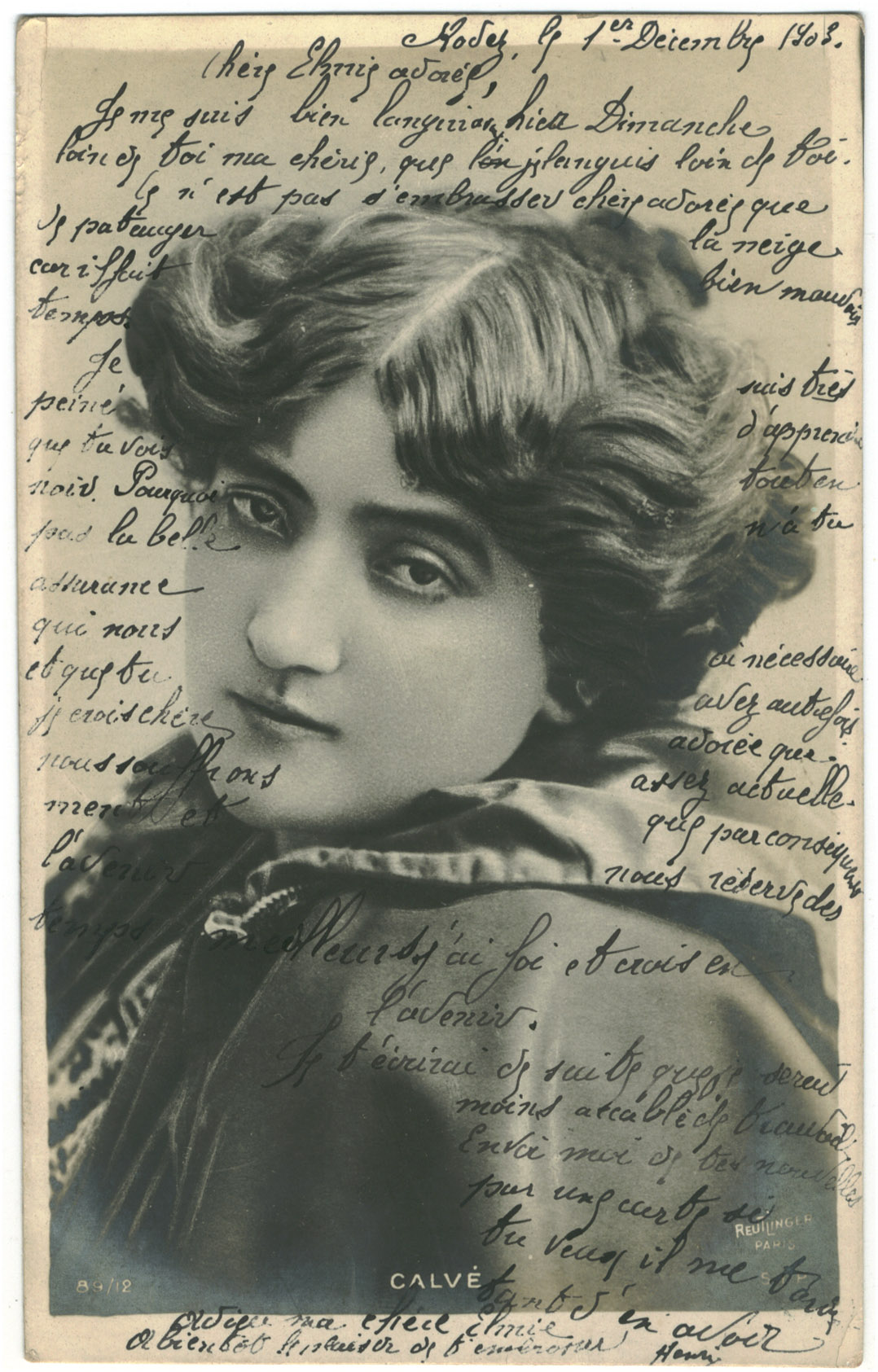
Emma Calvé
6 januari

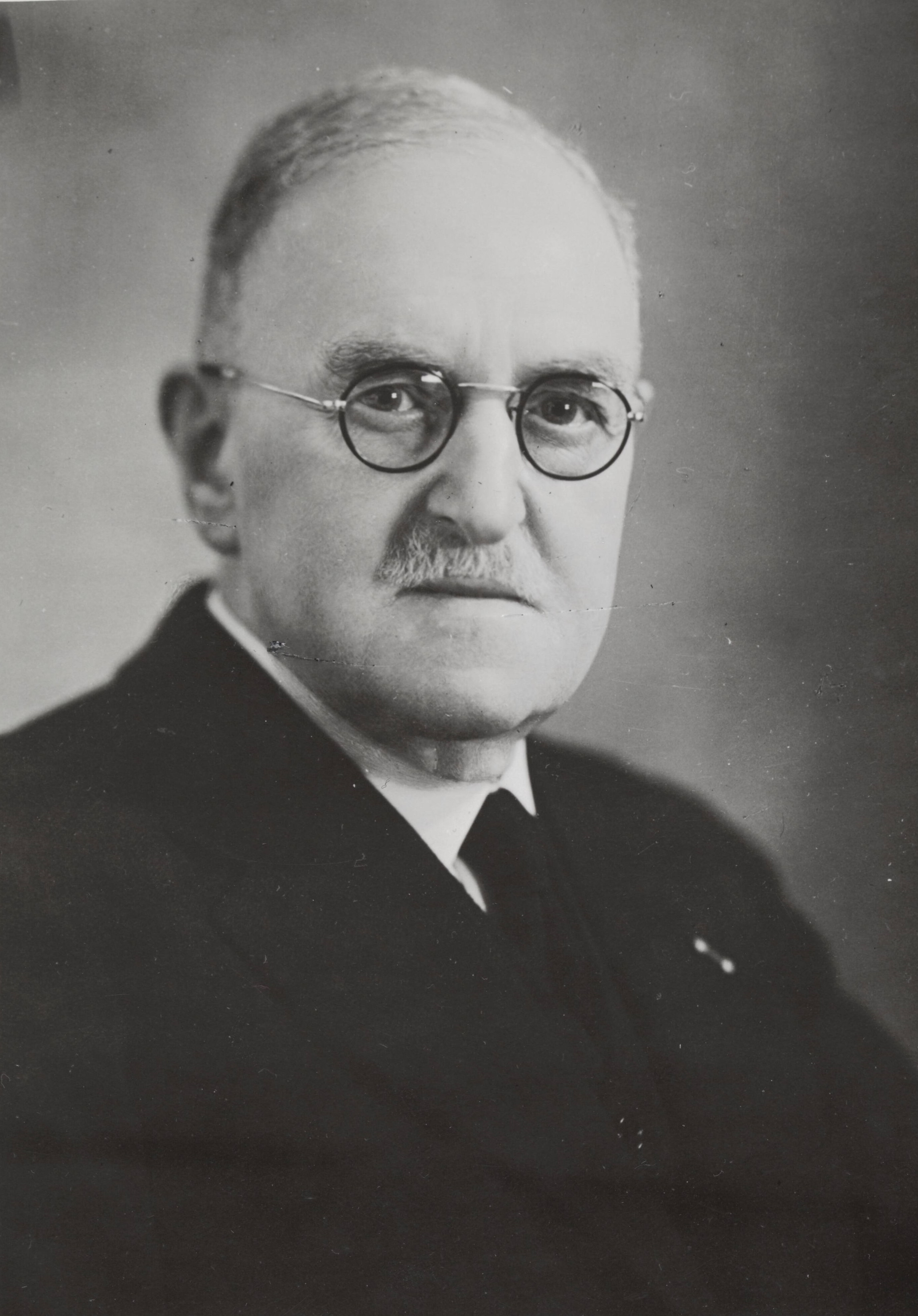
Gerard Philips
26 januari

| 1 | 2 | 3 | 4 | 5 | 6 | 7 | 8 | 9 | 10 | 11 | 12 | 13 | 14 | 15 | 16 | 17 | 18 | 19 | 20 | 21 | 22 | 23 | 24 | 25 | 26 | 27 | 28 | 29 | 30 | 31 |
| - | - | - | - | - | - | - | - | - | -- | -- | -- | -- | -- | -- | -- | -- | -- | -- | -- | -- | -- | -- | -- | -- | -- | -- | -- | -- | -- | -- |

### 1 januari
- Jaroslav Ježek (35), Tsjechisch componist en dirigent

### 4 januari
- Mel Sheppard (58), Amerikaans atleet

### 6 januari
- Emma Calvé (83), Frans sopraan
- Henri de Baillet Latour (65), Belgisch voorzitter Internationaal Olympisch Comité

### 7 januari
- Reinier van Genderen Stort (55), Nederlands schrijver en dichter

### 17 januari
- Walter von Reichenau (57), Duits maarschalk

### 22 januari
- Oleg Losev (38), Russisch wetenschapper en uitvinder

### 25 januari
- Gerard Philips (83), een van de Nederlandse oprichters van de Philips Gloeilampen Fabrieken N.V.

## Februari

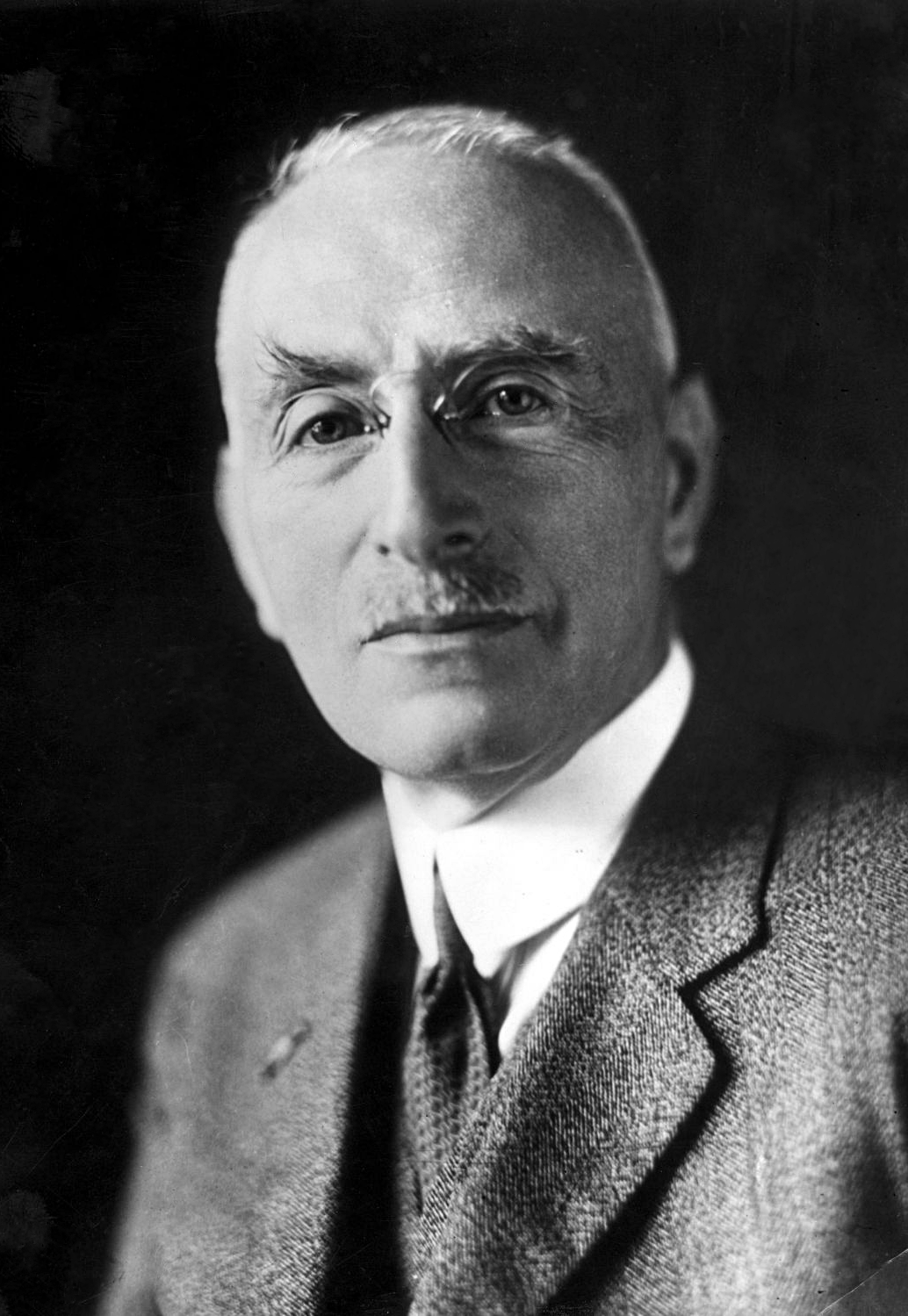
Lodewijk Ernst Visser
17 februari

| 1 | 2 | 3 | 4 | 5 | 6 | 7 | 8 | 9 | 10 | 11 | 12 | 13 | 14 | 15 | 16 | 17 | 18 | 19 | 20 | 21 | 22 | 23 | 24 | 25 | 26 | 27 | 28 |
| - | - | - | - | - | - | - | - | - | -- | -- | -- | -- | -- | -- | -- | -- | -- | -- | -- | -- | -- | -- | -- | -- | -- | -- | -- |

### 1 februari
- Willem Warnaar (74), Nederlands ARP-politicus en bloembollenkweker

### 6 februari
- Jacob Merkelbach (64), Nederlands portretfotograaf

### 7 februari
- Dorando Pietri (56), Italiaans atleet
- Ivan Bilibin (65), Russisch illustrator

### 8 februari
- Fritz Todt (50), Duits ingenieur en minister in het Derde Rijk

### 14 februari
- Edgar Chadwick (72), Engels voetballer en voetbaltrainer

### 17 februari
- Lodewijk Ernst Visser (70), Nederlands jurist en president van de Hoge Raad

### 23 februari
- Barthold van Riemsdijk (91), Nederlands kunstschilder, historicus en directeur van het Rijksmuseum (1897-1921)
- Stefan Zweig (60), Oostenrijks schrijver

## Maart

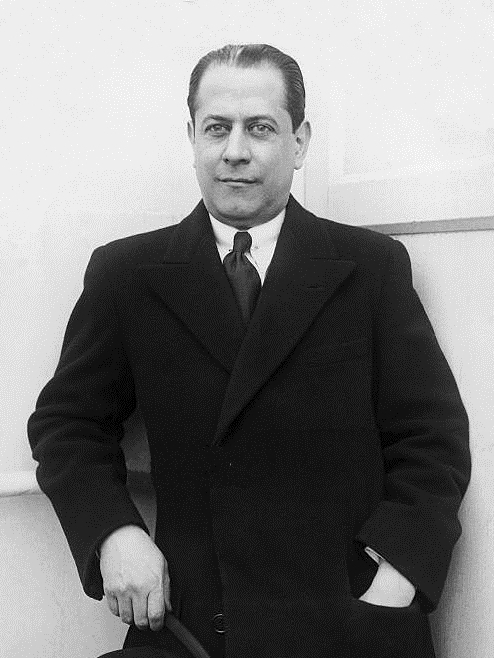
José Raúl Capablanca
8 maart

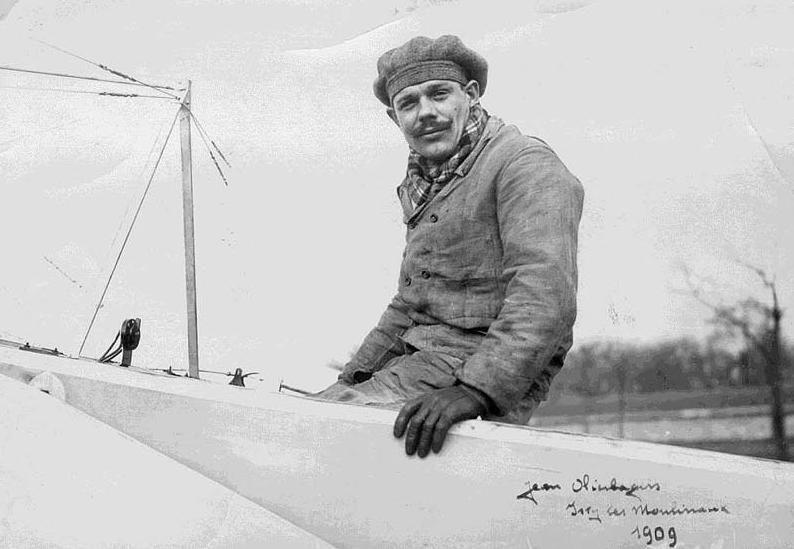
Jan Olieslagers
23 maart

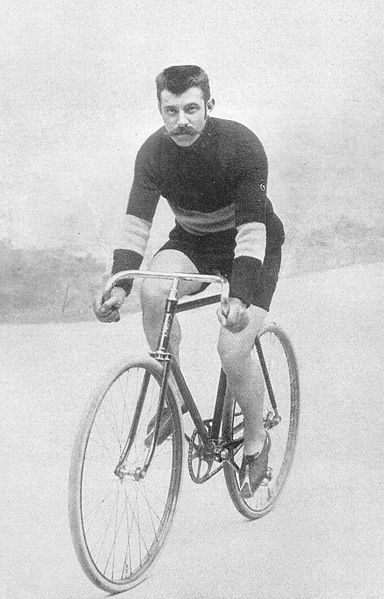
Mathieu Cordang
24 maart

| 1 | 2 | 3 | 4 | 5 | 6 | 7 | 8 | 9 | 10 | 11 | 12 | 13 | 14 | 15 | 16 | 17 | 18 | 19 | 20 | 21 | 22 | 23 | 24 | 25 | 26 | 27 | 28 | 29 | 30 | 31 |
| - | - | - | - | - | - | - | - | - | -- | -- | -- | -- | -- | -- | -- | -- | -- | -- | -- | -- | -- | -- | -- | -- | -- | -- | -- | -- | -- | -- |

### 1 maart
- Martin Karl (30), Duits roeier

### 3 maart
- Ernst Bernheim (92), Duits mediëvist

### 8 maart
- José Raúl Capablanca (53), Cubaans schaker

### 10 maart
- William Henry Bragg (79), Engels natuurkundige

### 12 maart
- Robert Bosch (80), Duits uitvinder, ingenieur, industrieel en filantroop

### 15 maart
- Alexander von Zemlinsky (70), Oostenrijks componist

### 23 maart
- Jan Olieslagers (58), Belgisch luchtvaartpionier en motorrenner

### 24 maart
- Mathieu Cordang (72), Nederlands wielrenner

### 26 maart
- Paul von Goldberger (61), Oostenrijks-Hongaars voetballer

### 29 maart
- Herman van Karnebeek (67), Nederlands diplomaat en minister

## April

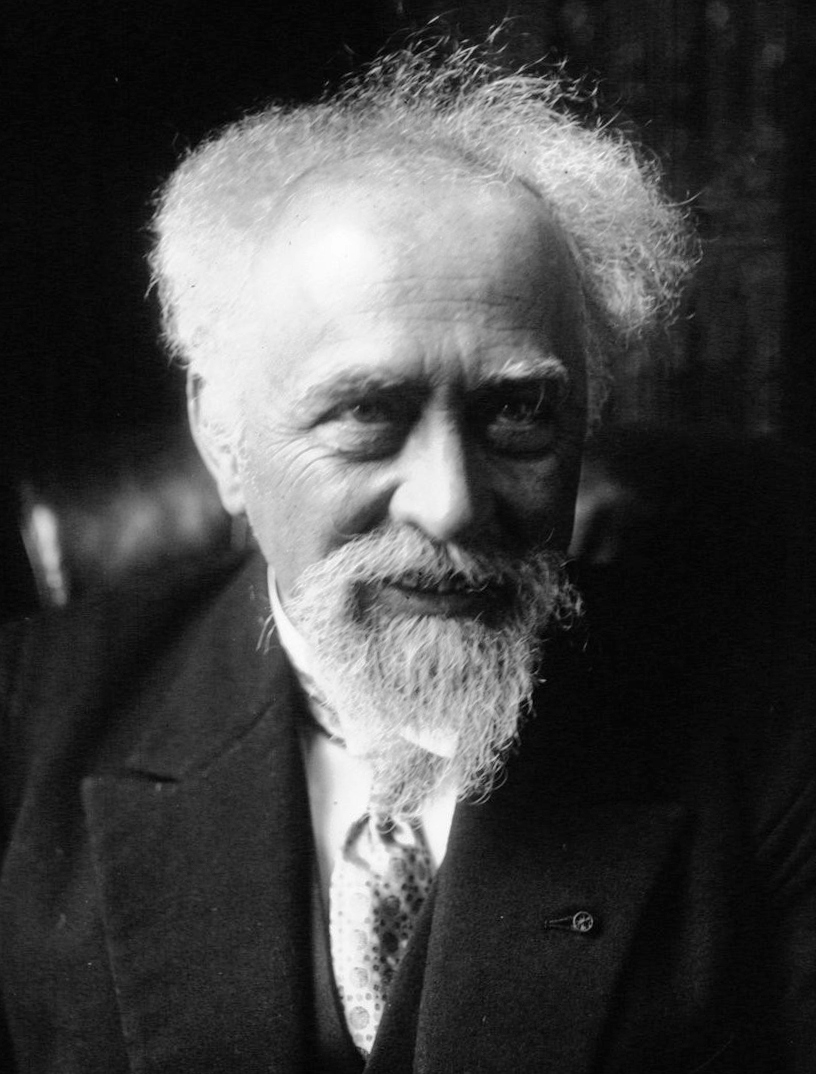
Jean Perrin
17 april

| 1 | 2 | 3 | 4 | 5 | 6 | 7 | 8 | 9 | 10 | 11 | 12 | 13 | 14 | 15 | 16 | 17 | 18 | 19 | 20 | 21 | 22 | 23 | 24 | 25 | 26 | 27 | 28 | 29 | 30 |
| - | - | - | - | - | - | - | - | - | -- | -- | -- | -- | -- | -- | -- | -- | -- | -- | -- | -- | -- | -- | -- | -- | -- | -- | -- | -- | -- |

### 3 april
- René Lunden (39), Belgisch bobsleeër

### 8 april
- Roza de Guchtenaere (66), Belgisch onderwijzeres, feministe en Vlaams activiste

### 9 april
- Hans de Beaufort (26), Nederlands motorcoureur en verzetsstrijder

### 17 april
- Jean Perrin (71), Frans natuurkundige en Nobelprijswinnaar

## Mei

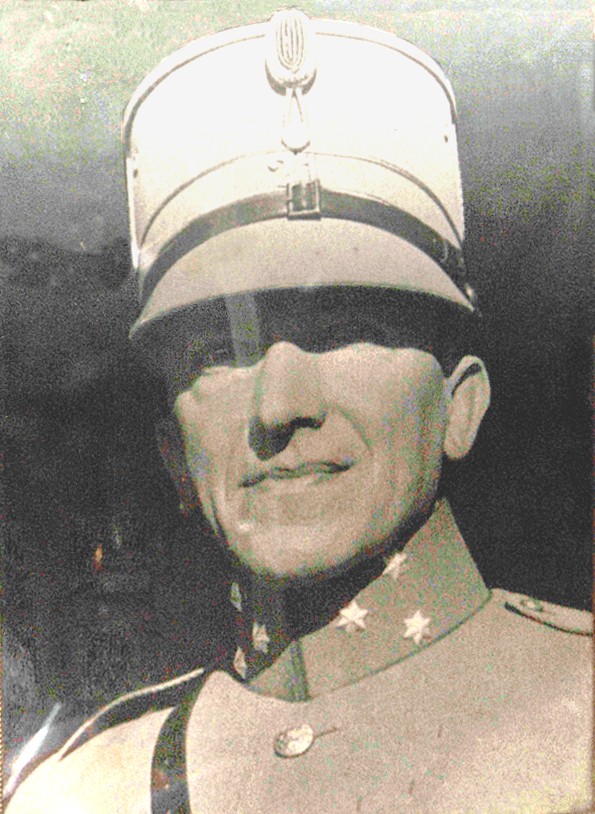
Christiaan Boers
3 mei

| 1 | 2 | 3 | 4 | 5 | 6 | 7 | 8 | 9 | 10 | 11 | 12 | 13 | 14 | 15 | 16 | 17 | 18 | 19 | 20 | 21 | 22 | 23 | 24 | 25 | 26 | 27 | 28 | 29 | 30 | 31 |
| - | - | - | - | - | - | - | - | - | -- | -- | -- | -- | -- | -- | -- | -- | -- | -- | -- | -- | -- | -- | -- | -- | -- | -- | -- | -- | -- | -- |

### 2 mei
- Jose Abad Santos (56), Filipijns rechter

### 3 mei
- Christiaan Boers (52), Nederlands militair en verzetsstrijder

### 22 mei
- Eugen Freiherr von Lotzbeck (60), Duits ruiter

## Juni

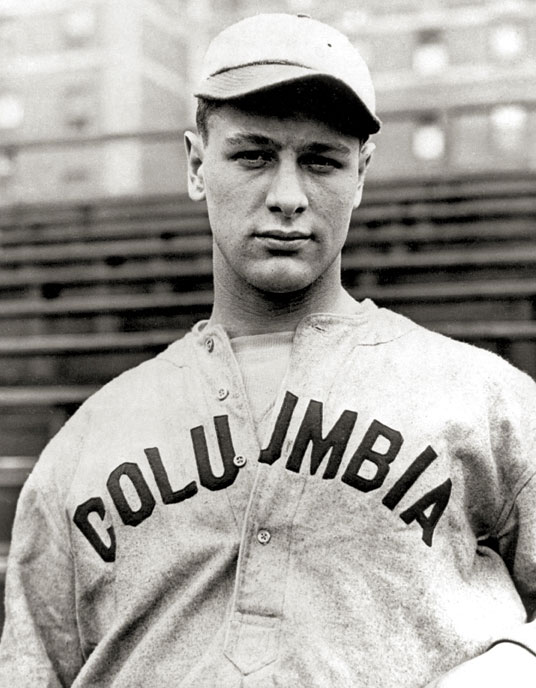
Lou Gehrig
2 juni

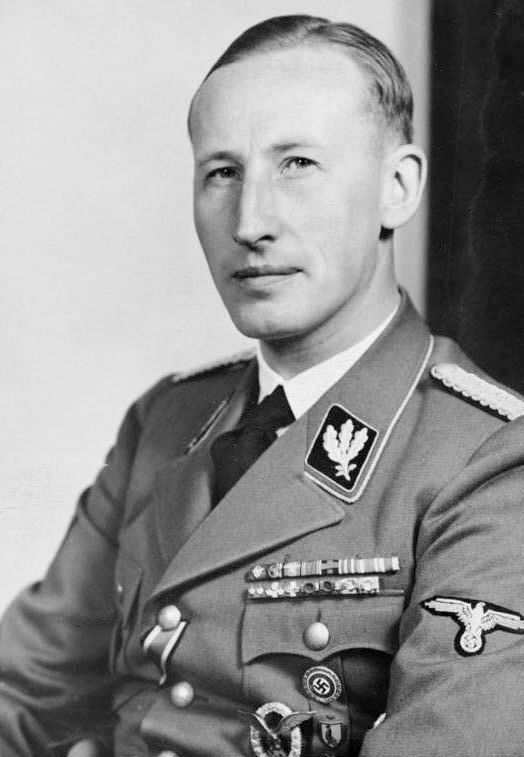
Reinhard Heydrich
4 juni

| 1 | 2 | 3 | 4 | 5 | 6 | 7 | 8 | 9 | 10 | 11 | 12 | 13 | 14 | 15 | 16 | 17 | 18 | 19 | 20 | 21 | 22 | 23 | 24 | 25 | 26 | 27 | 28 | 29 | 30 |
| - | - | - | - | - | - | - | - | - | -- | -- | -- | -- | -- | -- | -- | -- | -- | -- | -- | -- | -- | -- | -- | -- | -- | -- | -- | -- | -- |

### 2 juni
- Lou Gehrig (41), Amerikaans honkballer

### 4 juni
- Reinhard Heydrich (38), Duits nazi-leider

### 5 juni
- K.H. Holthuis (90), Nederlands architect

### 7 juni
- Alan Blumlein (38), Engels ingenieur en uitvinder

### 12 juni
- Jarl Malmgren (33), Fins voetballer

### 18 juni
- Jozef Gabčík (30), Slowaaks verzetsstrijder

### 20 juni
- Jan Galama (57), Nederlands Rooms-Katholieke priester
- Johan Marie Jacques Hubert Lambooy (67), Nederlands minister en burgemeester

### 30 juni
- Léon Daudet (74), Frans schrijver en journalist

## Juli

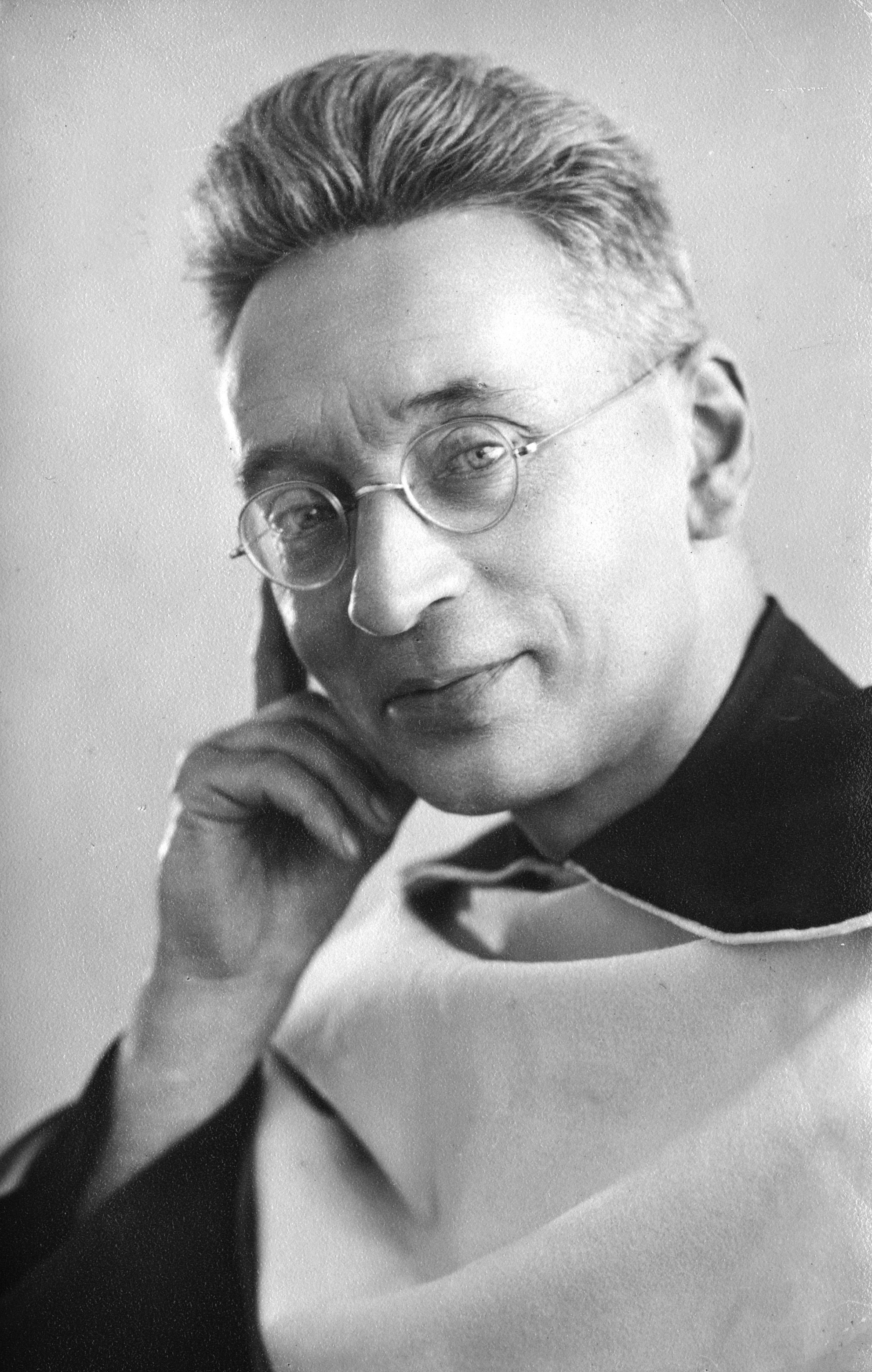
Titus Brandsma
26 juli

| 1 | 2 | 3 | 4 | 5 | 6 | 7 | 8 | 9 | 10 | 11 | 12 | 13 | 14 | 15 | 16 | 17 | 18 | 19 | 20 | 21 | 22 | 23 | 24 | 25 | 26 | 27 | 28 | 29 | 30 | 31 |
| - | - | - | - | - | - | - | - | - | -- | -- | -- | -- | -- | -- | -- | -- | -- | -- | -- | -- | -- | -- | -- | -- | -- | -- | -- | -- | -- | -- |

### 2 juli
- Jevgeni Petrov (38), Russisch schrijver

### 14 juli
- Neel Doff (84), Franstalig Nederlands schrijfster

### 23 juli
- Valdemar Poulsen (72), Deens ingenieur en uitvinder

### 26 juli
- Titus Brandsma (61), Nederlands pater en verzetsstrijder

## Augustus

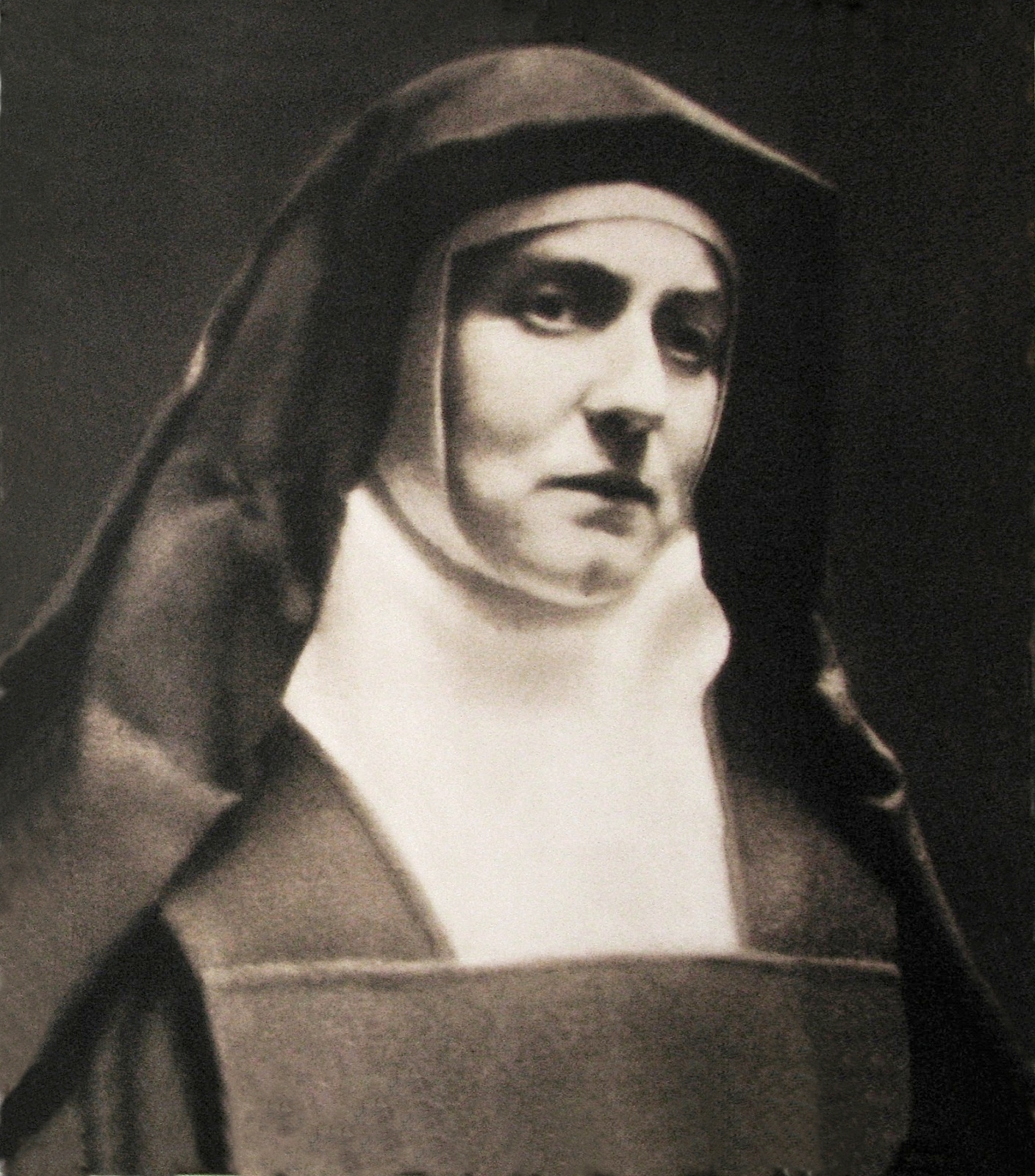
Edith Stein
vermoedelijk 9 augustus

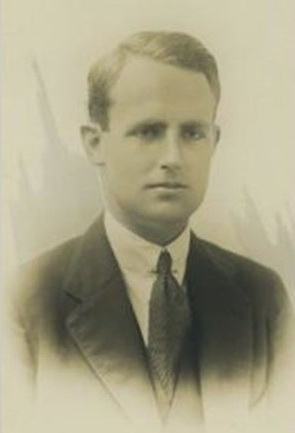
Willem Ruys
15 augustus

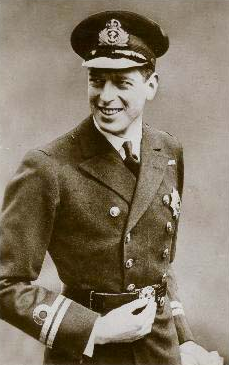
George van Kent
25 augustus

| 1 | 2 | 3 | 4 | 5 | 6 | 7 | 8 | 9 | 10 | 11 | 12 | 13 | 14 | 15 | 16 | 17 | 18 | 19 | 20 | 21 | 22 | 23 | 24 | 25 | 26 | 27 | 28 | 29 | 30 | 31 |
| - | - | - | - | - | - | - | - | - | -- | -- | -- | -- | -- | -- | -- | -- | -- | -- | -- | -- | -- | -- | -- | -- | -- | -- | -- | -- | -- | -- |

### 9 augustus
- Edith Stein (50), Joods-Duits filosofe en karmelietes en heilige van de Rooms-Katholieke Kerk

### 12 augustus
- Phillips Holmes (35), Amerikaans acteur

### 15 augustus
- Robert Baelde (34), Nederlands jurist en maatschappelijk werker
- Willem Ruys (47), Nederlands reder

### 16 augustus
- Thorvald Otterstrom (64), Deens/Amerikaans componist

### 17 augustus
- Gerbrandus Jelgersma (82), Nederlands psychiater

### 18 augustus
- Paulus van Wandelen (38), Nederlands verzetsstrijder

### 19 augustus
- Harald Kaarman (40), Estisch voetballer

### 25 augustus
- George van Kent (39), vierde zoon van George V van het Verenigd Koninkrijk

### 30 augustus
- Miguel White (32), Filipijns atleet

## September

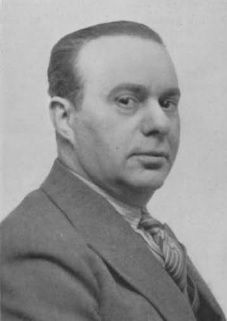
Abraham Tuschinski
17 september

| 1 | 2 | 3 | 4 | 5 | 6 | 7 | 8 | 9 | 10 | 11 | 12 | 13 | 14 | 15 | 16 | 17 | 18 | 19 | 20 | 21 | 22 | 23 | 24 | 25 | 26 | 27 | 28 | 29 | 30 |
| - | - | - | - | - | - | - | - | - | -- | -- | -- | -- | -- | -- | -- | -- | -- | -- | -- | -- | -- | -- | -- | -- | -- | -- | -- | -- | -- |

### 4 september
- Jules Brunfaut (89), Belgisch architect

### 15 september
- Severino Reyes (71), Filipijns schrijver

### 16 september
- Engelbert Drerup (71), hoogleraar en rector van de Universiteit Nijmegen

### 17 september
- Abraham Tuschinski (56), Pools-Nederlands bioscoopexploitant

### 20 september
- Kārlis Ulmanis (65), president van Letland

### 27 september
- Jan Ankerman (36), Nederlands hockeyer

### 30 september
- Gerrit van Weezel (60), Nederlands componist en dirigent

## Oktober
| 1 | 2 | 3 | 4 | 5 | 6 | 7 | 8 | 9 | 10 | 11 | 12 | 13 | 14 | 15 | 16 | 17 | 18 | 19 | 20 | 21 | 22 | 23 | 24 | 25 | 26 | 27 | 28 | 29 | 30 | 31 |
| - | - | - | - | - | - | - | - | - | -- | -- | -- | -- | -- | -- | -- | -- | -- | -- | -- | -- | -- | -- | -- | -- | -- | -- | -- | -- | -- | -- |

### 5 oktober
- Dorothea Klumpke (81), Amerikaans astronoom

### 6 oktober
- Ans van den Berg (69), Nederlandse kunstschilder

### 12 oktober
- Philip van Praag sr. (53), Nederlands kunstenaar

### 18 oktober
- Michail Nesterov (80), Russisch kunstschilder

### 22 oktober
- Sybren Tulp (51), Nederlands militair en hoofdcommissaris van politie
- Staf Declercq (58), Vlaams nationalistisch politicus

## November

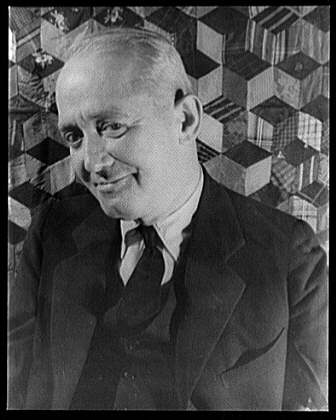
George M. Cohan
5 november

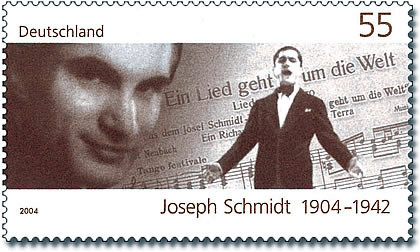
Joseph Schmidt
16 november

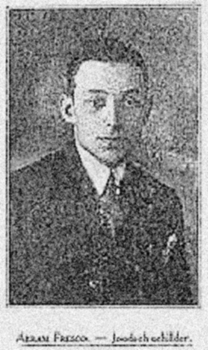
Abraham Fresco
19 november

| 1 | 2 | 3 | 4 | 5 | 6 | 7 | 8 | 9 | 10 | 11 | 12 | 13 | 14 | 15 | 16 | 17 | 18 | 19 | 20 | 21 | 22 | 23 | 24 | 25 | 26 | 27 | 28 | 29 | 30 |
| - | - | - | - | - | - | - | - | - | -- | -- | -- | -- | -- | -- | -- | -- | -- | -- | -- | -- | -- | -- | -- | -- | -- | -- | -- | -- | -- |

### 5 november
- George M. Cohan (64), Amerikaans entertainer

### 12 november
- Elmer Niklander (52), Fins atleet

### 14 november
- Sidney Fox (31), Amerikaans actrice

### 15 november
- Annemarie Schwarzenbach (34), Zwitsers schrijfster, journaliste en fotografe

### 16 november
- Joseph Schmidt (38), Roemeens zanger

### 17 november
- Pieter Kikkert (50), Nederlands bestuurder in Suriname

### 19 november
- Abraham Fresco (39), Nederlands kunstschilder
- John Mulcahy (66), Amerikaans roeier
- Cornelis van Teeseling (27), Nederlands kunstenaar en verzetsstrijder

### 21 november
- Leopold Berchtold (79), Oostenrijk-Hongaars politicus

### 23 november
- Stanisław Saks (44), Pools wiskundige

### 27 november
- Duifje Schuitenvoerder (68), Nederlands zangeres

### 28 november
- Augustine De Rothmaler (83), Belgisch pedagoge en feministe

## December
| 1 | 2 | 3 | 4 | 5 | 6 | 7 | 8 | 9 | 10 | 11 | 12 | 13 | 14 | 15 | 16 | 17 | 18 | 19 | 20 | 21 | 22 | 23 | 24 | 25 | 26 | 27 | 28 | 29 | 30 | 31 |
| - | - | - | - | - | - | - | - | - | -- | -- | -- | -- | -- | -- | -- | -- | -- | -- | -- | -- | -- | -- | -- | -- | -- | -- | -- | -- | -- | -- |

### 17 december
- Arthur Coninx (58), Vlaams toneelschrijver

### 29 december
- Gerrit van As (40), Nederlands verzetsstrijder in WO II
- Pieter van As (43), Nederlands verzetsstrijder in WO II

## Datum onbekend
- Kato Mikeladze (ca 64), Georgisch publiciste, feministe

1900 ·
1901 ·
1902 ·
1903 ·
1904 ·
1905 ·
1906 ·
1907 ·
1908 ·
1909 ·
1910 ·
1911 ·
1912 ·
1913 ·
1914 ·
1915 ·
1916 ·
1917 ·
1918 ·
1919 ·
1920 ·
1921 ·
1922 ·
1923 ·
1924 ·
1925 ·
1926 ·
1927 ·
1928 ·
1929 ·
1930 ·
1931 ·
1932 ·
1933 ·
1934 ·
1935 ·
1936 ·
1937 ·
1938 ·
1939 ·
1940 ·
1941 ·
1942 ·
1943 ·
1944 ·
1945 ·
1946 ·
1947 ·
1948 ·
1949 ·
1950 ·
1951 ·
1952 ·
1953 ·
1954 ·
1955 ·
1956 ·
1957 ·
1958 ·
1959 ·
1960 ·
1961 ·
1962 ·
1963 ·
1964 ·
1965 ·
1966 ·
1967 ·
1968 ·
1969 ·
1970 ·
1971 ·
1972 ·
1973 ·
1974 ·
1975 ·
1976 ·
1977 ·
1978 ·
1979 ·
1980 ·
1981 ·
1982 ·
1983 ·
1984 ·
1985 ·
1986 ·
1987 ·
1988 ·
1989 ·
1990 ·
1991 ·
1992 ·
1993 ·
1994 ·
1995 ·
1996 ·
1997 ·
1998 ·
1999 ·
2000 ·
2001 ·
2002 ·
2003 ·
2004 ·
2005 ·
2006 ·
2007 ·
2008 ·
2009 ·
2010 ·
2011 ·
2012 ·
2013 ·
2014 ·
2015 ·
2016 ·
2017 ·
2018 ·
2019 ·
2020 ·
2021 ·
2022 ·
2023 ·
2024 ·
2025